# Mamayev Kurgan

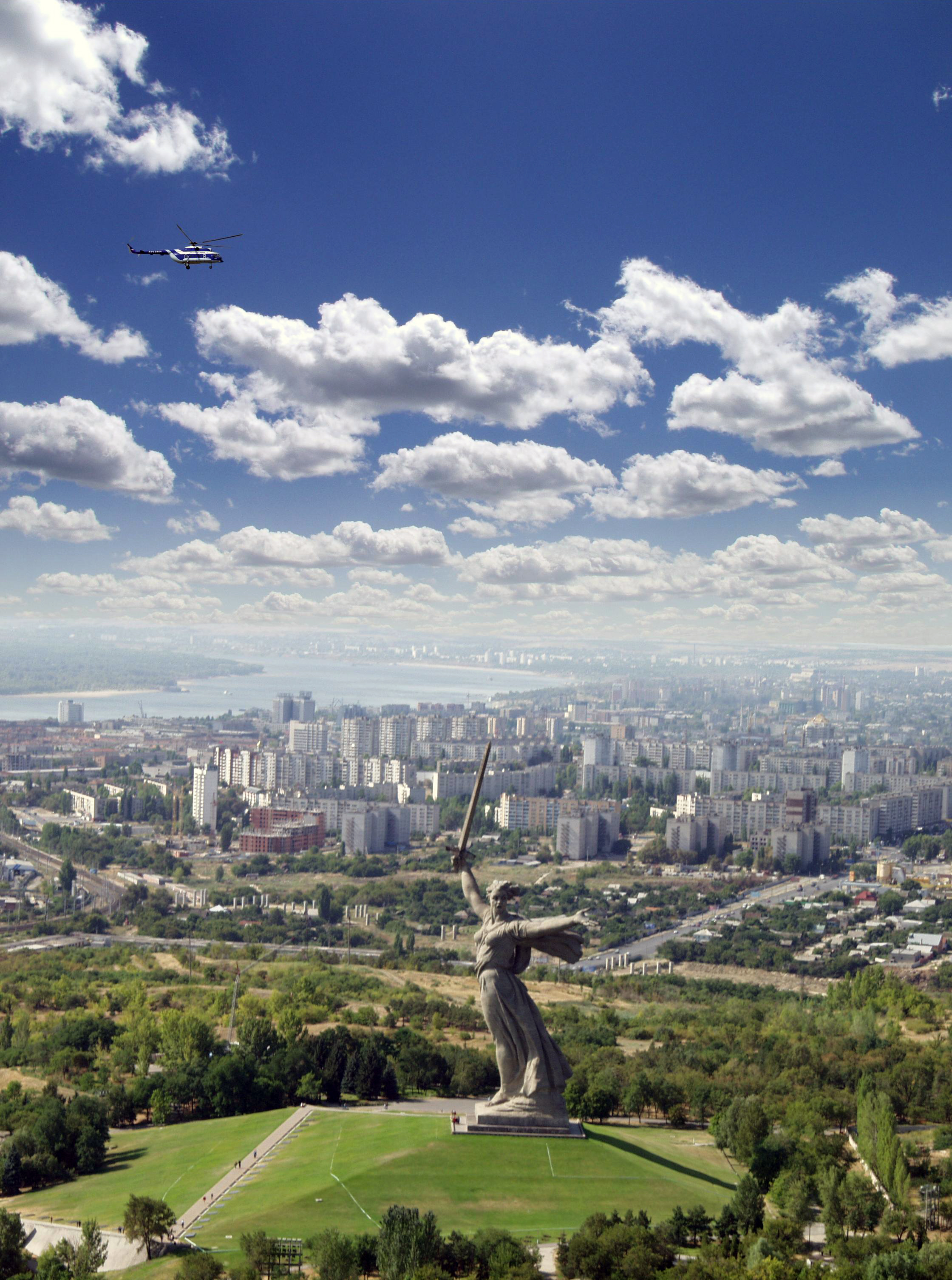
Estátua Mãe Pátria. Mamáiev Kurgán de Volgogrado

Mamáiev Kurgán (em russo:  Мамаев Курган) é uma colina que se ergue dominante sobre a cidade de Volgogrado (ex-Stalingrado) e cujo nome em russo significa "túmulo de Mamái" (um guerreiro ucraniano do século XIV.)
Nela existe um grande memorial sobre a Batalha de Stalingrado, ocorrida de agosto de 1942 a fevereiro de 1943, durante a Segunda Guerra Mundial, e que foi a batalha mais sangrenta da história da humanidade. Encimando a colina, encontra-se a monumental estátua Mãe Pátria, de 85m de altura, erguida em honra daqueles que morreram na batalha defendendo o solo pátrio.

## A batalha

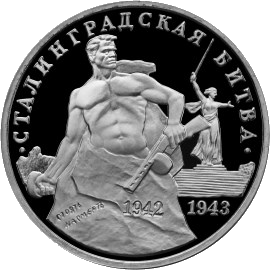
Medalha com as figuras de Mamayev Kurgan

Quando as tropas da Wehrmacht da Alemanha nazista lançaram seu ataque sobre  Stalingrado em fins de agosto de 1942, a colina de Mamayev Kurgan foi palco de uma das mais sangrentas lutas da batalha. A tomada da colina era de grande interesse estratégico para ambos os lados, alemães e soviéticos, porque seu controle significava o controle sobre a cidade. Para defendê-la, os soviéticos construíram fortes linhas de defesa nas encostas da colina, incluindo trincheiras, campos de minas e linhas de arame farpado. Os alemães lançaram fortes ataques contra a área, sofrendo pesadas baixas. Quando finalmente capturaram a colina, começaram a usar da artilharia em seu cimo contra o centro da cidade, principalmente sobre a estação ferroviária de Stalingrado, ocupada pelos defensores, capturada a 14 de setembro de 1942.
No mesmo dia, a 13ª Divisão de Guardas de Rifle, comandada pelo general Alekandr Rodimtsev, chegou à cidade através do rio Volga, sob pesado fogo da artilharia alemã e seus dez mil homens entraram imediatamente em combate, recapturando a colina no dia 16 e lutando para reconquistar a estação ferroviária, tomada pelos alemães, sofrendo pesadas baixas. No dia seguinte, quase todos os soldados da divisão pereceram no combate. Os soviéticos continuaram reforçando suas forças o mais rápido possível com todos os meios humanos disponíveis e durante o dia ataques e contra-ataques dos dois lados causaram grande mortandade entre as duas tropas inimigas.
Mamayev mudou de mãos diversas vezes. Em 27 de setembro, os alemães recapturaram metade da colina, mas os soviéticos permaneceram entrincheirados em suas posições nas encostas e assim permaneceram até 23 de janeiro de 1943, quando a ofensiva de inverno encurralou e destruiu as tropas alemãs em Stalingrado.
Ao fim da luta genocida, o solo ensanguentado estava arado e coberto de fragmentos de metal e corpos. O terreno da colina havia continuado negro no inverno, porque a neve se dissolvia a meio de centenas de explosões diárias numa pequena área. Na primavera seguinte ele continuou negro, devido à vegetação não crescer no solo revolvido e contaminado. As encostas íngremes da colina se tornaram rasas e gastas, pelos intensos e contínuos bombardeios. Ainda hoje, é possível encontrar fragmentos de ossos e lascas de metal enterrados no solo de Mamayev Kurgan.

## Memorial
Após a guerra, entre 1959 e 1967, o governo soviético construiu um enorme memorial de guerra na colina, encimado pelo gigantesco monumento, chamado de Mãe Pátria, erguido no topo de Mamayev Kurgan e dominando o horizonte da cidade de Stalingrado (hoje Volgogrado). A estátua de concreto, uma figura evocativa da deusa grega da vitória Nice, empunhando uma espada de aço para o alto, tem 82 m de altura da ponta da espada ao solo e quando de sua inauguração, era a maior do mundo.

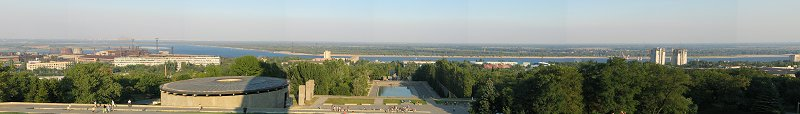
Imagem panorâmica de Volgogrado com o rio Volga ao fundo, vista da base da estátua Mãe Pátria, no cimo da colina Mamayev Kurgan.

O marechal Vassili Chuikov, comandante do 62º Exército soviético, que defendeu a cidade e venceu os alemães em 1943, foi enterrado no memorial, o primeiro e único Marechal da União Soviética sepultado fora de Moscou.